# Louis Miehe-Renard
Louis Christian Miehe-Renard (11. april 1919 i København – 21. januar 1997 smst) var en dansk skuespiller. Han var oprindelig ud af en cirkus- og artistslægt.
Louis Miehe-Renard debuterede 1942 på Odense Teater og kom til Aalborg Teater i 1946. Fra 1943-1946 ledede han Odense Friluftsteater sammen med skuespillerkollegaen Carl Ottosen. Da Louis Miehe-Renard kom til København i 1948 tog karrieren rigtig fart. Han fik flere roller på Frederiksberg Teater inden han op gennem 1950'erne ofte optrådte på Allé Scenen. Senere fik han flere succesrige rollefag på Bristolteatret samt et comeback i Aalborg. På TV optrådte han i flere karakterroller, f.eks. i tv-serien Huset på Christianshavn afsnit 47, og medvirkede ligeledes i en hel del revyforestillinger, ligesom han nåede at indspille en række film. En overgang var Miehe-Renard direktør for Comediehuset, og har også været kroejer.
Louis Miehe-Renard er især kendt for sin rolle som Knud Petersen - menig 616 i filmserien om Soldaterkammeraterne.
I 1943 giftede han sig med Caja Heimann. De fik tre børn sammen: Katja Miehe-Renard, Pierre Miehe-Renard og Anja Miehe-Renard. I 1954 indgik han ægteskab med danserinden Elinor Hadden, med hvem han fik fem børn, heriblandt Isabella Miehe-Renard og Martin Miehe-Renard, der begge er blevet kendte indenfor TV-arbejde, skuespil- og instruktørfaget.
Det er blevet oplyst, efter at en ny 'Matador' bog er kommet frem at Louis Miehe-Renard var den første der blev tilbudt rollen som Mads Skjern i den kendte danske tv-serie Matador, men fordi han var på teaterturné måtte han afvise tilbuddet. Rollen gik derfor til Jørgen Buckhøj.

## Filmografi i udvalg
- Det hændte i København – 1949
- For frihed og ret – 1949
- Kampen mod uretten – 1949
- Min kone er uskyldig – 1950
- Det sande ansigt – 1951
- Fodboldpræsten – 1951
- Nålen – 1951
- Bag de røde porte – 1951
- Alt dette og Island med – 1951
- Familien Schmidt – 1951
- Det gamle guld – 1951
- To minutter for sent – 1952
- Vejrhanen – 1952
- Fløjtespilleren – 1953
- Adam og Eva – 1953
- Ved Kongelunden – 1953
- Den gamle mølle på Mols – 1953
- Himlen er blå – 1954
- Sukceskomponisten – 1954
- I kongens klær – 1954
- Far til fire på landet – 1955
- Mod og mandshjerte – 1955
- Der kom en dag – 1955
- På tro og love – 1955
- Kristiane af Marstal – 1956
- Hvad vil De ha'? – 1956
- Sønnen fra Amerika – 1957
- Over alle grænser – 1958
- Det lille hotel – 1958
- Soldaterkammerater – 1958
- Lyssky transport gennem Danmark – 1958
- Soldaterkammerater rykker ud – 1959
- Soldaterkammerater på vagt – 1960
- Tro, håb og trolddom – 1960
- Frihedens pris – 1960
- Flemming og Kvik – 1960
- Skibet er ladet med – 1960
- Soldaterkammerater på efterårsmanøvre – 1961
- Flemming på kostskole – 1961
- Soldaterkammerater på sjov – 1962
- Den kære familie – 1962
- Fem mand og Rosa – 1964
- Dyden går amok – 1966
- Nu stiger den – 1966
- Soldaterkammerater på bjørnetjeneste – 1968
- Et nytårseventyr – 1972
- Pigen og drømmeslottet – 1974
- Een stor familie 7:12 – 1983